# Jackpot

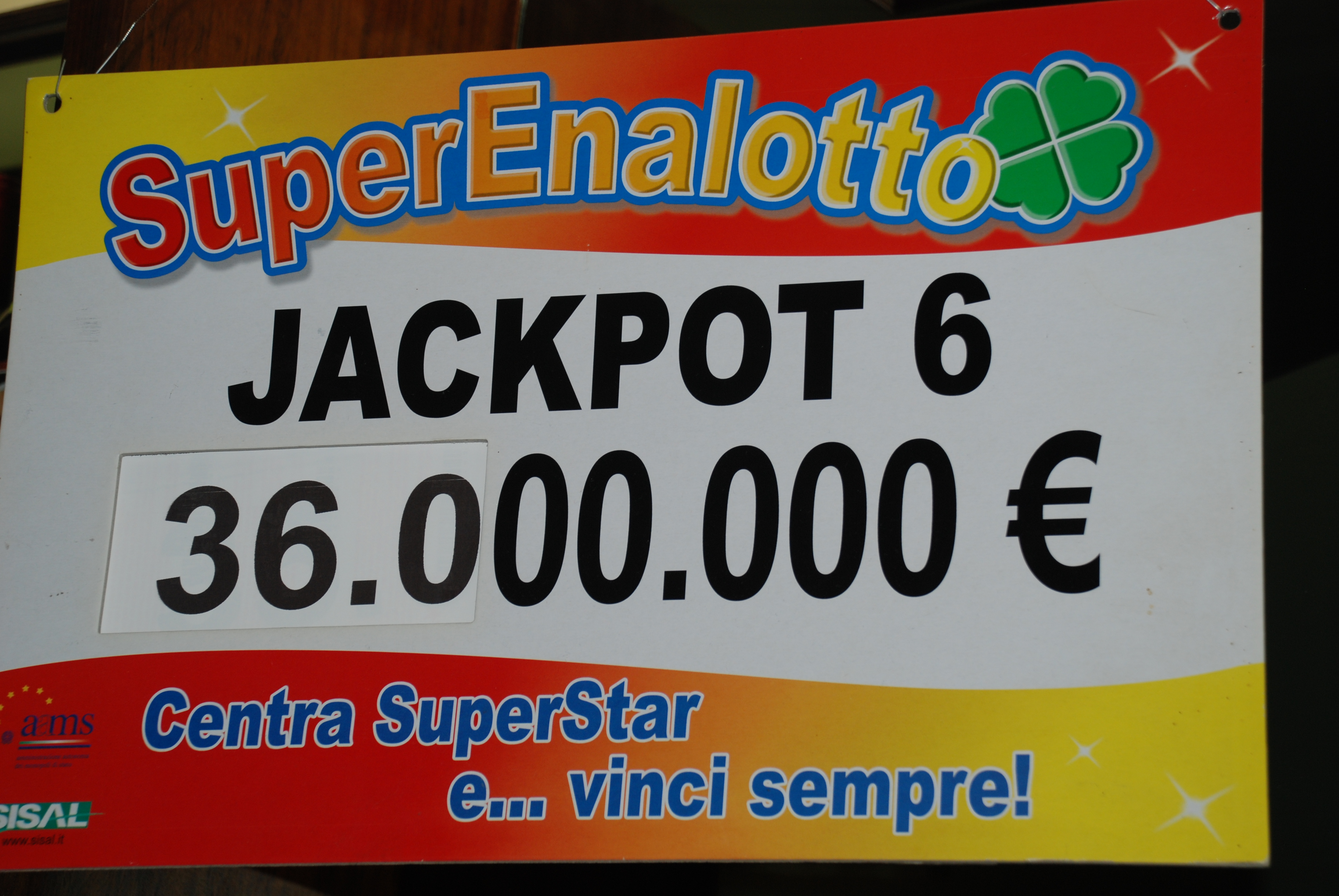
Obrázek ukazující nejvyšší možnou výhru

Výraz jackpot má několik významů. Obecně se jedná o hazardní i sázkovou hru, případně označuje tento pojem bank pro některou z her či loterii. Bank pak znamená souhrn peněz, které byly vloženy do hry a o které se hraje. V České republice existuje zákonné omezení na výši jackpotu u technických her (všechny výherní automaty, online ruleta atp.) na 500 000 Kč na jednu hru. U her jako jsou poker, loterie, bingo nebo živé hry omezení na výši jackpotu není stanoveno a může být teoreticky neomezená.

## Rozdělení jackpotu

### Offline jackpot
Offline jackpot lze vyhrát v kamenném kasinu u klasického výherního automatu, který není zapojen do sítě s dalšími automaty.

### Progresivní jackpot u casino her
Progresivní jackpot je jackpot, na který putuje část sázek hráčů. Progresivní jackpot tak postupně narůstá až teoreticky do neomezené výše. Jednotlivá kasina či herní automaty jsou vzájemně propojeny, takže se na bank skládá více hráčů. Progresivní jackpoty v České republice jsou omezeny u výherních automatů a dalších technických her na 500 000 Kč na jednu hru.

### Progresivní jackpot u karetních her
Progresivní jackpoty se mohou objevovat i u karetních her typu poker. O jackpot hrají zpravidla hráči se statusem VIP.

### Nejvyšší jackpot v historii kasin
Historicky nejvyšší jackpot Evropy padl v roce 2011 ve Velké Británii. V Euromillionech nejmenovaný hráč vyhrál 161,7 milionu liber. V online casinech padl nejvyšší jackpot 6. října 2015 a to v částce £13,213,838.68. Tuto výhru získal hráč z Velké Británie, který hrál na automatu Mega Moolah společnosti Micro Gaming. Tato výhra je zaznamenána také v Guinnessově knize rekordů. Částka na progresivní jackpot se skládala přibližně půl roku a hráč jí trefil sázkou 25 pencí. Tato sázka se tak stala jednou z procentuálně nejziskovějších v historii.  
V Česku padla nejvyšší výhra v Eurojackpotu v květnu 2015. Výherce v této nadnárodní loterii získal 2,5 miliardy korun.